# واجهة المشتى
واجهة المشتى هي جزء مزخرف من قصر المشتى الأموي السكني الثامن أحد قلاع الأردن الصحراوية، والذي تم تركيبه الآن في الجناح الجنوبي لمتحف برغامون في برلين، ألمانيا.
وهو جزء من المعرض الدائم لمتحف برغامون للفن الإسلامي والذي تم تكريسه للفن الإسلامي من القرن الثامن إلى القرن التاسع عشر،كان هذا جزءا صغيرا نسبيا فقط بطول الواجهة المحيطية بالمدخل الرئيسي وقد تم تزين معظم الجدار ولا يزال في الموقع.

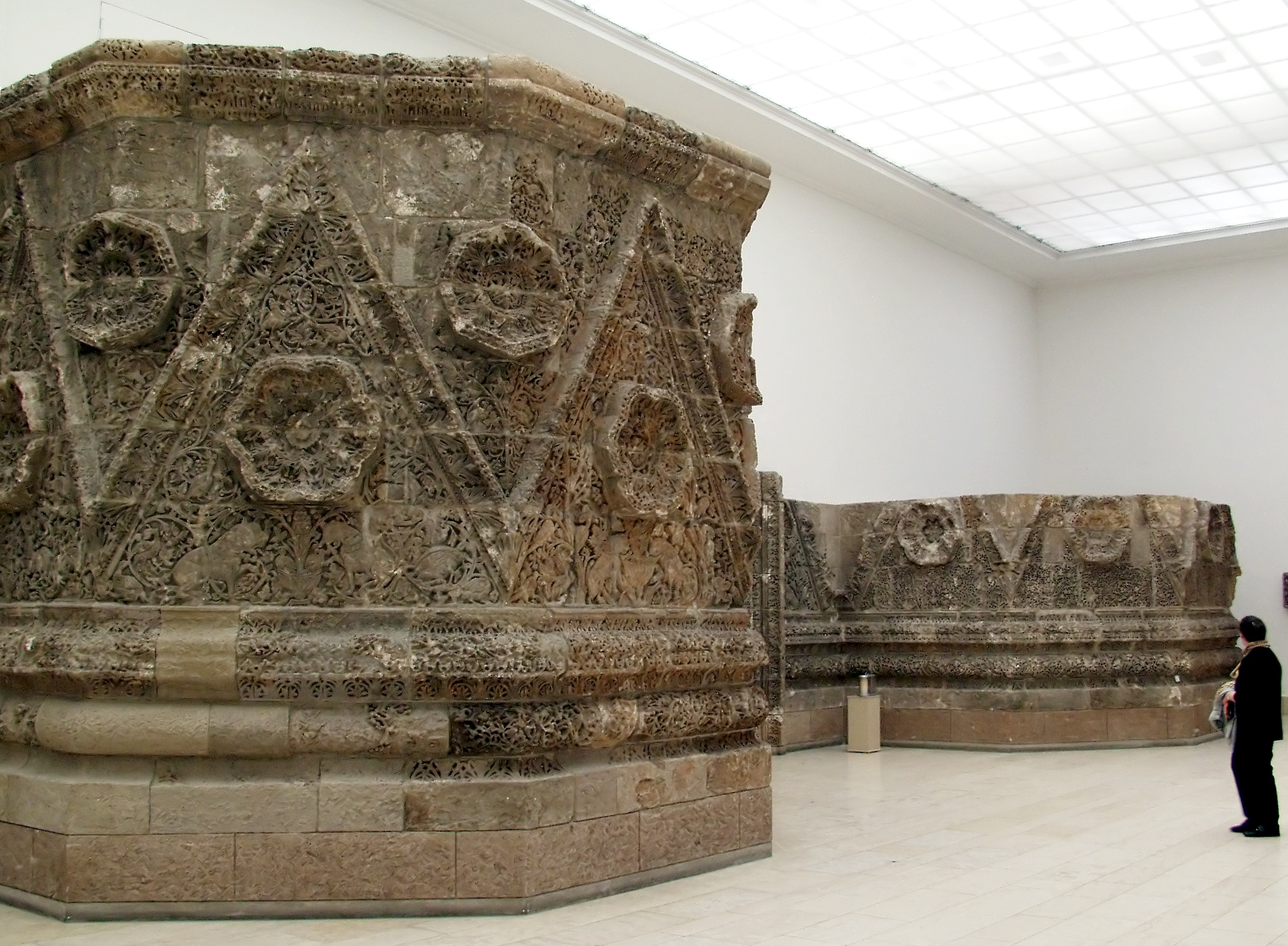

## تاريخه
تعود الواجهة إلى قصر مشتى الذي تم التنقيب فيه على بعد حوالي 30 كم جنوب العاصمة الأردنية (عمّان المعاصرة)، ويعتقد أنه كان بمثابة سكن شتوي في قاعات التخزين أثناء الفترة الأموية.
ربما يعود بناء القصر إلى عهد الخليفة الوليد الثاني (743 – 744). بعد مقتل الخليفة الوليد الثاني، بقي غير مكتمل ودمّر لاحقا في زلزال. أقسام الماء الخارجية الباقية فيها أكثر سهولة بشكل غير معتاد بالنسبة للمبنى الأموي، تم بناء الهياكل الرئيسية من الطوب المحروق الذي يرتكز على طبقة الأساس من الأحجار الأنيقة، و الواجهة المنحوتة هي أيضا من الحجر.

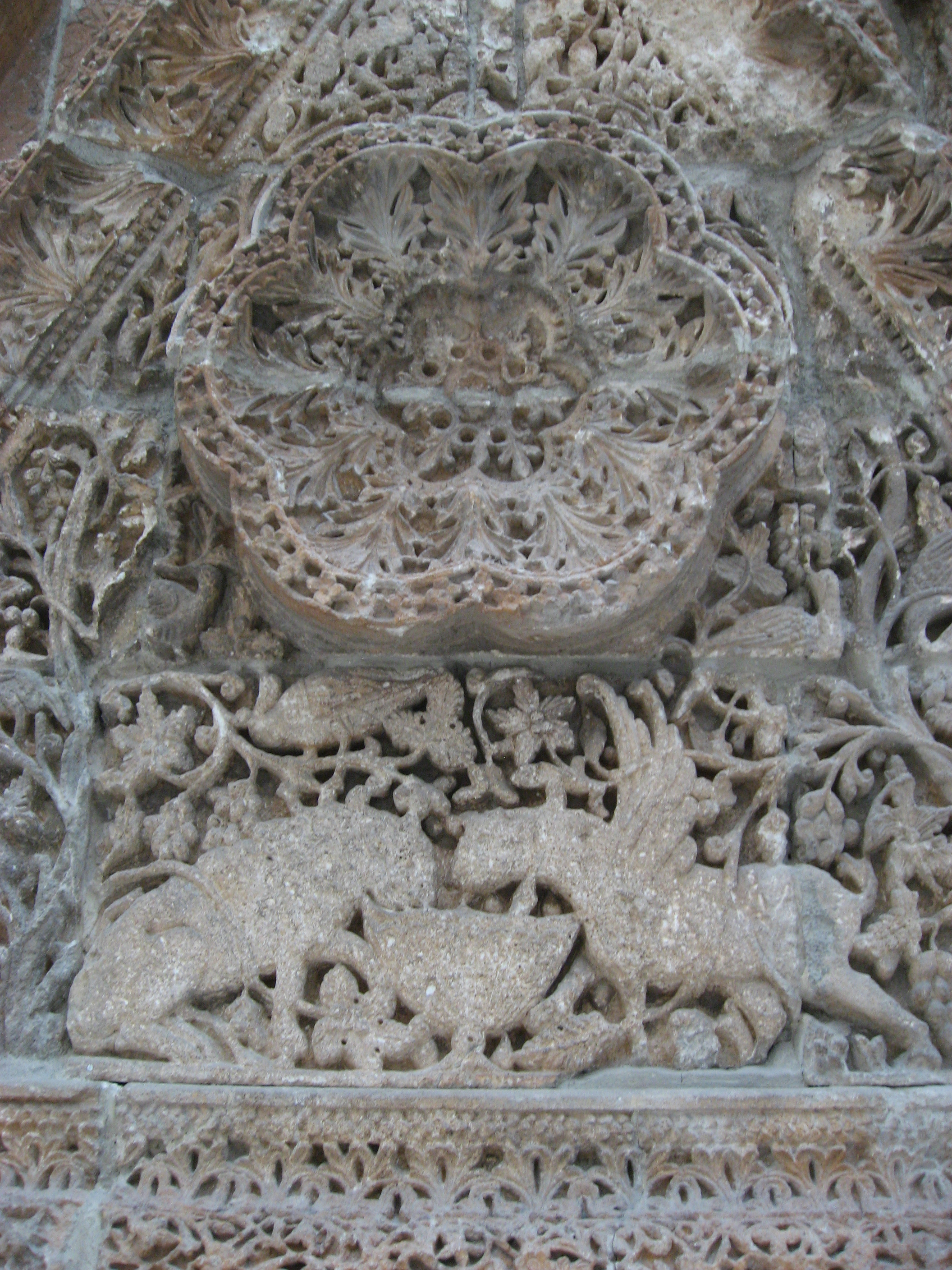

اسم المكان «مشتى» هو اسم يستخدمه البدو الحديثين في أوروبا ولا يزال الاسم الأصلي مجهول.
تم حفر بقايا القصر في عام 1840. كانت الواجهة هدية من السلطان العثماني عبد الحميد الثاني إلى الإمبراطور ويلهلم الثاني في ألمانيا، تم إحضار جزء كبير منه إلى متحف كايزرفريديش آنذاك (الآن متحف بودي) في برلين في عام 1903 أعيد بناؤه كواجهة بطول 33 مترا و ارتفاع 5 أمتار مع برجين وأجزاء من بوابة مركزية.
في عام 1932 أعيد بناؤه في متحف برغامون. لقد لحقت به أضرار بالغة في الحرب العالمية الثانية وقصف برلين. اليوم هو واحد من أهم المعروضات في متحف الفن الإسلامي في متحف برغامون، ونصب تذكاري رئيسي للفن والعمارة الإسلامية في وقت مبكر. ويظهر الأشكال المبكرة من الأربيسك، ألف زهرة و كذلك الحيوانات المنحوتة في الإغاثة.
كان هناك الكثير من النقاش حول حقيقة أن الزخرفة على الجانب الأيسر للواجهة تحتوي على العديد من الحيوانات بين الأشكال الورقية، بينما على يمين المدخل في الوسط لا توجد حيوانات. لقد قيل أنه هكذا لأن الجانب الأيمن كان الجدار الخارجي للمسجد 

## المعرض

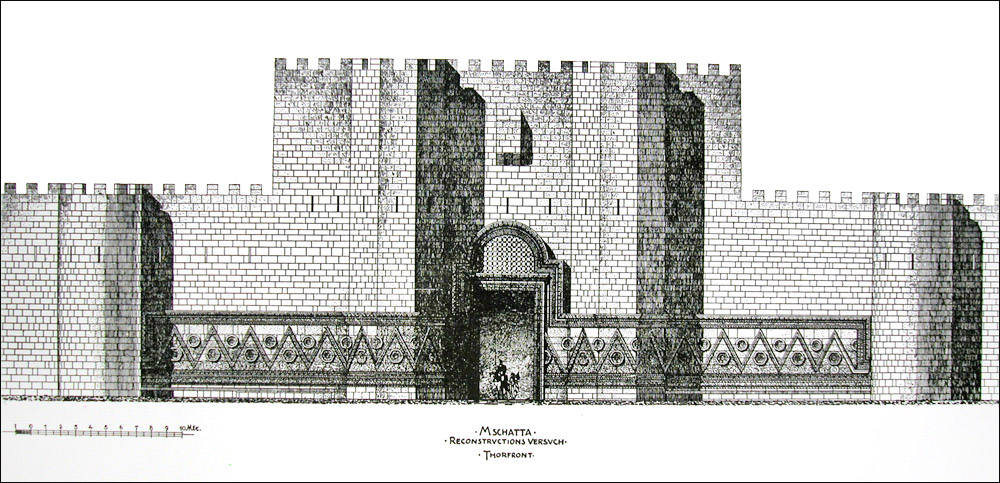
رسم الإعادة إعمار برونو شولز في عام 1903، قدّم في المتحف الفن الإسلامي في برلين.